# 塩田仁史

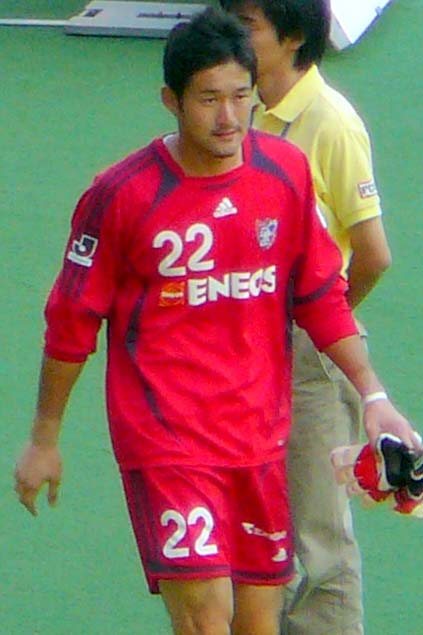
塩田仁史

塩田 仁史（しおた ひとし、1981年5月28日 - ）は、茨城県日立市出身の元プロサッカー選手。ポジションはゴールキーパー（GK）。

## 来歴

### プロ入り前
小学2年（8歳）時にサッカーを始める。中学からGKに転向。 2度の国体に出場。
2000年、流通経済大学に進学しサッカー部に入部。「今まで指導した中でNo.1のGK」と監督の中野雄二の信頼を掴んだ。1年次から関東大学選抜に選出され、4年次（2003年）には全日本大学選抜としてユニバーシアード大会に出場。共に選出された橋田聡司及び杉山哲を抑え、正GKとして連覇達成に貢献した。この年、横浜F・マリノスの特別指定選手として登録されている。

### FC東京
複数クラブの注目を集める中、2004年に大学を卒業しFC東京に入団。同年は、正GK土肥洋一の日本代表遠征による不在の穴を埋めるべくナビスコカップで準決勝までの8試合に起用され決勝進出に大きく貢献。チームの決勝進出の立役者の一人だったが、浦和との決勝戦では土肥が先発を務め、さらにMVPも獲得した。その後も引き続き土肥の控えを務める中で2005年8月22日、右肩関節外傷性脱臼により全治約半年の重傷。この頃チームメートの宮沢正史から、出場のチャンスを欲しがる気持ちとフォアザチームの気持ちの両方を持ち続けながら日々の努力を続けることの大切さを説かれ、自身の指針とするようになった。
2006年11月26日、J1第33節浦和戦（味の素スタジアム）にてリーグ戦デビュー。この試合は、浦和の優勝が懸かっていたこと、試合後に功労者である三浦文丈の引退セレモニーが行われること、プロ入り以来目標としてきた土肥のリーグ戦連続出場記録 を阻んでの出場だったことから緊張感の高い試合となったが、勇敢なセービングで完封し浦和の優勝決定を阻止した。
2007年には土肥から正GKの座を奪取。塩田の成長はチームにとって大きな収穫となり、土肥が退団した2008年からは、正GKとしての期待をかけられ背番号を「1」に変更。リーグ戦全試合にフル出場した。
2009年1月下旬のグアムキャンプで体調に異変を感じ急遽帰国。当初は熱中症と診断されたが、1週間後に壊死性虫垂炎であることが判明し入院、手術を受けた。術後合併症による麻痺性腸閉塞を併発したため1ヶ月半の入院治療を強いられ、開幕スタメンを20歳の権田修一に譲った。3月19日に退院し、リハビリを開始。4月から部分的にチーム練習に合流。7月29日のナビスコカップ準決勝第2戦名古屋戦で先発出場を果たすが、権田からレギュラーを奪い返すには至らなかった。
2010年も引き続き権田の控えを務めるも、チームはJ2降格となり、同年限りで契約が切れることもあって複数のJ1クラブからオファーを受けたが チームに残留。2011年は序盤戦こそ権田の控えであったが、権田がロンドンオリンピック予選に招集されたことを機に 3年ぶりに先発に定着。「負けたら（権田と）代えられる」という状況下、塩田はこの年のリーグで最小の防御率を記録し シーズンを通して激しい正GK争いを続けた。また、2005年から2011年までは東京での選手会長および日本プロサッカー選手会支部代表を務めていた。
2012年からは第2GKに戻ったものの、戦術眼とコーチングへの評価は高く、カップ戦では権田や他の選手を差し置いてスタメン起用されることが多かった。2013年には日本人最年長選手としてチームを支えた。2014年限りで11年に渡って在籍したFC東京を退団。

### 大宮アルディージャ
2014年11月30日、J2・大宮アルディージャへ完全移籍。加入当初から加藤順大と激しいポジション争いを続けたが、正GKには加藤が定着。終盤戦にチームの連敗を止めるべく 一時起用された時には、好セーブで停滞を断ち切る活躍を見せた。出場試合数では不本意な結果となったが、その存在感は絶大で、様々な形でチーム強化・J1昇格に寄与。ベテランとしてのプレーを続ける中で精神・肉体共に最適なバランスを見出し、2016年の開幕節では加藤に変わって先発に抜擢。古巣FC東京との対戦に複雑な思いを抱えつつも これに完封勝利した。
その後は加藤に再びポジションを譲るも、加藤の怪我もあってレギュラーに定着した。
しかし続く2017年は加藤が怪我から復帰したこともあって第2GKに降格。中盤戦には松井謙弥に追いやられベンチ外となる試合もあり、チームもJ2に降格した。2018年は加藤が第3GKに降格し、松井と入れ替わりで加入した笠原昂史が正GKに抜擢されたが、塩田は常に第2GKとしてベンチ入りを果たし10試合に出場した。2019年は笠原や加藤有輝の台頭もあって、5試合の出場に留まった。

### 栃木SC
2020年、栃木SCへ完全移籍。
加入後は開幕スタメンこそ川田修平に譲るも、すぐにレギュラーに定着。その後は怪我やオビ・パウエル・オビンナの加入もあって遠ざかるも、怪我から復帰後は再びレギュラーに定着した。

### 浦和レッズ
2020年12月28日、栃木SCのチームメイト明本考浩と共に浦和レッズに完全移籍で加入した。
加入後は西川周作と鈴木彩艶の控え（第3GK）を務め、主にカップ戦の控えがメインとなっている。
2021年12月22日、現役引退を発表した。
2022年からは浦和レッズGKコーチを務める。

## エピソード
- 前述のナビスコ初優勝直後の優勝祝賀会では「おいしいところだけをもっていった土肥さんに何かおごってもらいます」と発言して笑いを誘った[46]。
- 2004年8月のスペイン遠征にてデポルティーボ・ラ・コルーニャとのプレシーズンマッチにフル出場。その際にデポルティボサポーターからクレヨンしんちゃん（スペインでも放映されている）のパパをもじって「ひろしー、みさえー」とからかわれた（背中の選手名をHITOSHIと表記していたため）[47]。

## 所属クラブ
- 日立サッカー少年団 (日立市立田尻小学校)[2]
- 1994年 - 1996年 日立市立滑川中学校[2]
- 1997年 - 1999年 水戸短期大学附属高等学校
- 2000年 - 2003年 流通経済大学
  - 2003年4月 - 同年8月  横浜F・マリノス (特別指定選手)
- 2004年 - 2014年  FC東京
- 2015年 - 2019年  大宮アルディージャ
- 2020年  栃木SC
- 2021年  浦和レッズ

## 個人成績
| 国内大会個人成績 | 国内大会個人成績 | 国内大会個人成績 | 国内大会個人成績 | 国内大会個人成績 | 国内大会個人成績 | 国内大会個人成績 | 国内大会個人成績 | 国内大会個人成績 | 国内大会個人成績 | 国内大会個人成績 | 国内大会個人成績 |
| 年度             | クラブ           | 背番号           | リーグ           | リーグ戦         | リーグ戦         | リーグ杯         | リーグ杯         | オープン杯       | オープン杯       | 期間通算         | 期間通算         |
| 年度             | クラブ           | 背番号           | リーグ           | 出場             | 得点             | 出場             | 得点             | 出場             | 得点             | 出場             | 得点             |
| 日本             | 日本             | 日本             | 日本             | リーグ戦         | リーグ戦         | リーグ杯         | リーグ杯         | 天皇杯           | 天皇杯           | 期間通算         | 期間通算         |
| ---------------- | ---------------- | ---------------- | ---------------- | ---------------- | ---------------- | ---------------- | ---------------- | ---------------- | ---------------- | ---------------- | ---------------- |
| 2001             | 流経大           |                  | -                | -                | -                | -                | -                | 2                | 0                | 2                | 0                |
| 2004             | FC東京           | 22               | J1               | 0                | 0                | 8                | 0                | 0                | 0                | 8                | 0                |
| 2005             | FC東京           | 22               | J1               | 0                | 0                | 6                | 0                | 0                | 0                | 6                | 0                |
| 2006             | FC東京           | 22               | J1               | 2                | 0                | 4                | 0                | 2                | 0                | 8                | 0                |
| 2007             | FC東京           | 22               | J1               | 20               | 0                | 4                | 0                | 3                | 0                | 27               | 0                |
| 2008             | FC東京           | 1                | J1               | 34               | 0                | 7                | 0                | 4                | 0                | 45               | 0                |
| 2009             | FC東京           | 1                | J1               | 0                | 0                | 1                | 0                | 2                | 0                | 3                | 0                |
| 2010             | FC東京           | 1                | J1               | 4                | 0                | 1                | 0                | 3                | 0                | 8                | 0                |
| 2011             | FC東京           | 1                | J2               | 18               | 0                | -                | -                | 1                | 0                | 19               | 0                |
| 2012             | FC東京           | 1                | J1               | 4                | 0                | 4                | 0                | 1                | 0                | 9                | 0                |
| 2013             | FC東京           | 1                | J1               | 1                | 0                | 4                | 0                | 5                | 0                | 10               | 0                |
| 2014             | FC東京           | 1                | J1               | 2                | 0                | 6                | 0                | 0                | 0                | 8                | 0                |
| 2015             | 大宮             | 21               | J2               | 5                | 0                | -                | -                | 1                | 0                | 6                | 0                |
| 2016             | 大宮             | 21               | J1               | 15               | 0                | 5                | 0                | 3                | 0                | 23               | 0                |
| 2017             | 大宮             | 21               | J1               | 9                | 0                | 1                | 0                | 2                | 0                | 12               | 0                |
| 2018             | 大宮             | 21               | J2               | 10               | 0                | -                | -                | 2                | 0                | 12               | 0                |
| 2019             | 大宮             | 21               | J2               | 5                | 0                | -                | -                | 1                | 0                | 6                | 0                |
| 2020             | 栃木             | 22               | J2               | 12               | 0                | -                | -                | -                | -                | 12               | 0                |
| 2021             | 浦和             | 25               | J1               | 0                | 0                | 0                | 0                | 0                | 0                | 0                | 0                |
| 通算             | 日本             | 日本             | J1               | 91               | 0                | 51               | 0                | 25               | 0                | 167              | 0                |
| 通算             | 日本             | 日本             | J2               | 50               | 0                | -                | -                | 5                | 0                | 55               | 0                |
| 通算             | 日本             | 日本             | 他               | -                | -                | -                | -                | 2                | 0                | 2                | 0                |
| 総通算           | 総通算           | 総通算           | 総通算           | 141              | 0                | 51               | 0                | 32               | 0                | 224              | 0                |

その他の公式戦
- 2012年
  - スーパーカップ 1試合0得点
- 2018年
  - J1参入プレーオフ 1試合0得点

| 国際大会個人成績 | 国際大会個人成績 | 国際大会個人成績 | 国際大会個人成績 | 国際大会個人成績 |
| 年度             | クラブ           | 背番号           | 出場             | 得点             |
| AFC              | AFC              | AFC              | ACL              | ACL              |
| ---------------- | ---------------- | ---------------- | ---------------- | ---------------- |
| 2012             | FC東京           | 1                | 3                | 0                |
| 通算             | AFC              | AFC              | 3                | 0                |

## 代表歴
- 1998年 - 1999年 茨城県国体少年選抜
- 2000年 関東大学選抜
- 2002年 関東大学選抜
- 2003年 関東大学選抜
- 2003年 全日本大学選抜
- 2003年 ユニバーシアード日本代表

## 指導歴
- 2022年 -  浦和レッズ
  - 2022年 - 2023年 トップチーム アシスタントGKコーチ
  - 2024年 ユース GKコーチ
  - 2025年 - トップチーム GKコーチ

## タイトル

### クラブ
流通経済大学
- 関東大学サッカーリーグ戦2部 (2003年)

FC東京
- Jリーグカップ (2004年、2009年)
- スルガ銀行チャンピオンシップ (2010年)
- J2リーグ (2011年)
- 天皇杯全日本サッカー選手権大会 (2011年)

大宮アルディージャ
- J2リーグ (2015年)

浦和レッズ
- 天皇杯 JFA 全日本サッカー選手権大会 (2021年)

### 代表
ユニバーシアード日本代表
- ユニバーシアードサッカー競技 (2003年)

### 個人
- デンソーチャレンジカップ 優秀選手 (2002年[5])
- 関東大学サッカーリーグ戦2部 ベストイレブン (2003年[48])